# Bistum Urgell
Das römisch-katholische Bistum Urgell [uɾˈʒeʎ] (lateinisch Dioecesis Urgellensis, katalanisch Bisbat d’Urgell) ist das spanische Bistum, dem der in La Seu d’Urgell residierende Bischof von Urgell als Diözesanbischof vorsteht.
Eine Besonderheit des Bistums ist, dass sein Bischof ex officio neben dem französischen Staatspräsidenten einer der Kofürsten von Andorra und somit Staatsoberhaupt eines unabhängigen Staates ist. Der ganze Staat Andorra ist ein Teil dieser Diözese.
Die nachstehende Karte zeigt das Bistum Urgell mit seinen neun Dekanaten in der Kirchenprovinz Tarragona. Eines davon entspricht in seiner Ausdehnung dem Territorium des Staats Andorra (oben, braun).